# Melchior Römer

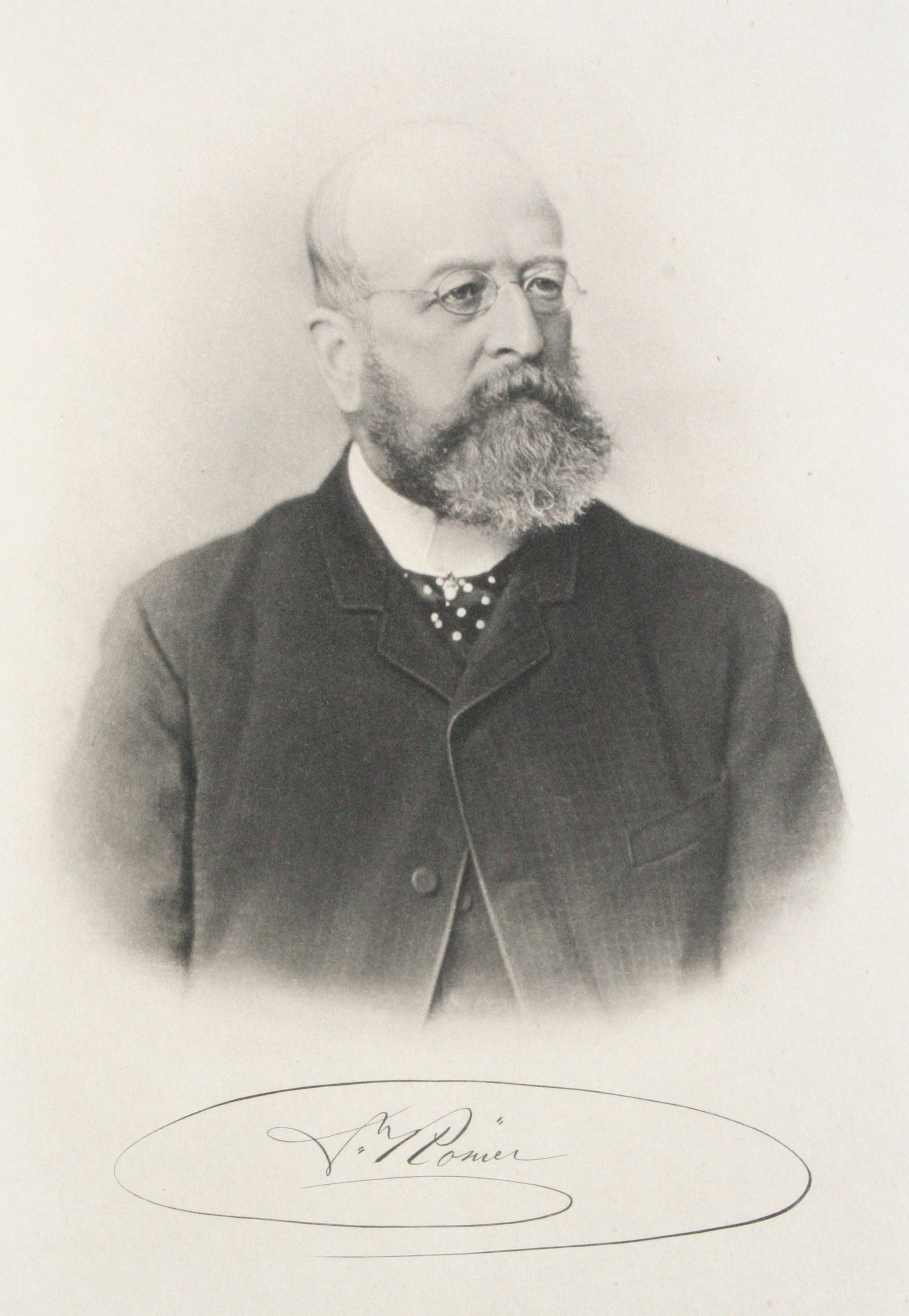
Melchior Römer um 1880

Melchior Römer (* 16. Juni 1831 in Zürich; † 2. April 1895 ebenda) war von 1867 bis 1889 Stadtpräsident in Zürich.

## Herkunft
Römers Familie stammte ursprünglich aus Maastricht und zog 1568 nach Aachen. Im Verlauf der Reformation gelangte die Familie nach Zürich, wo ihr 1622 das Bürgerrecht verliehen wurde. Die wohlhabende Familie war im Leinwandhandel tätig, war zeitweise im Zürcher Rat vertreten und lebte im «Römerhaus» am Bleicherweg 44. Melchior Römers Eltern waren der Kaufmann Melchior Römer und Maria Magdalena Ulrich, eine «streng kirchlich gesinnte Frau», die neben Melchior noch zwei Töchter zur Welt brachte.

## Ausbildung

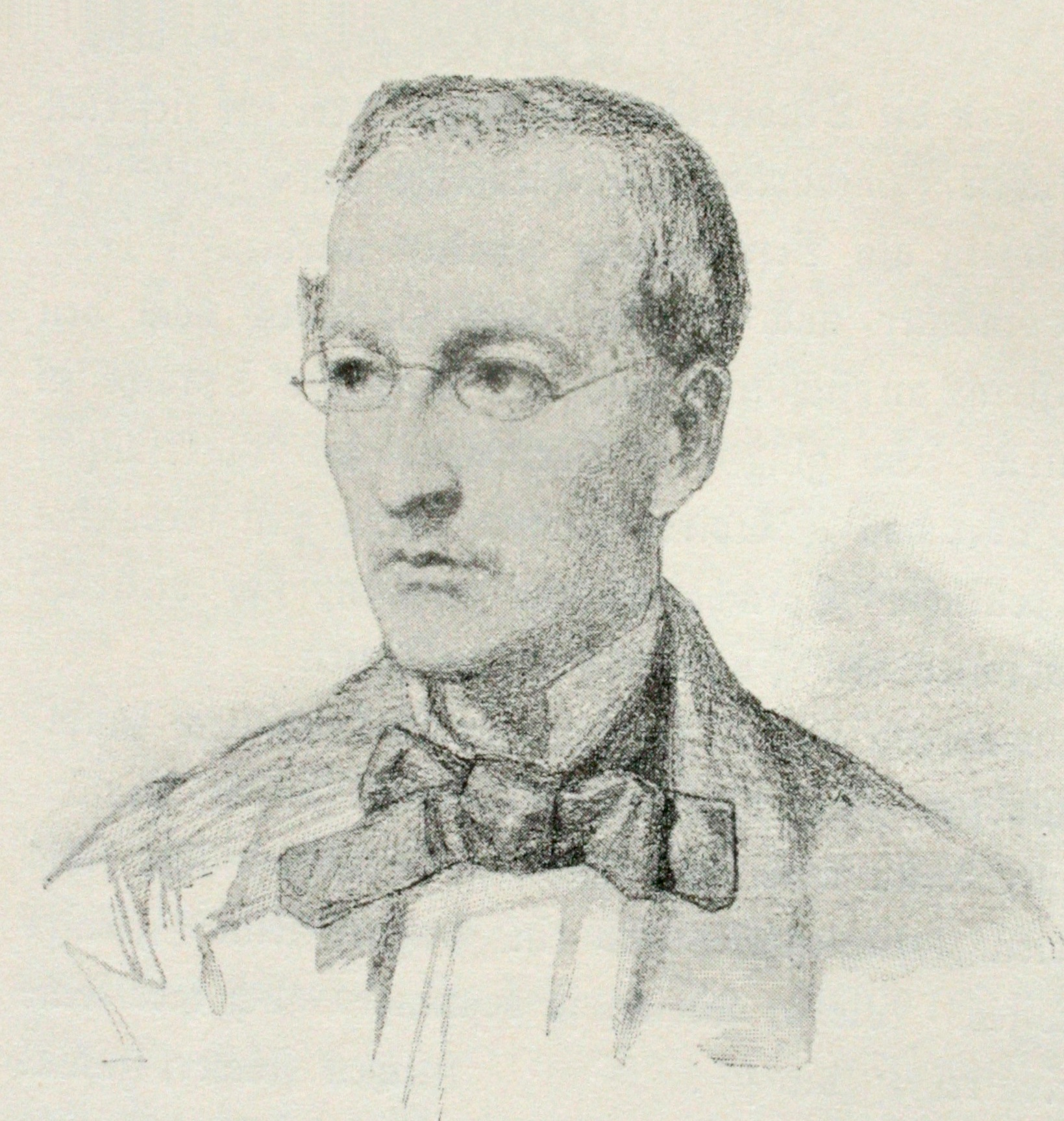
Skizze von Albert Anker

Von 1837 bis 1844 besuchte Melchior die allgemeine Stadtschule. Von einer Erkrankung des Hüftgelenks erholte er sich vollständig. Bis 1851 besuchte er das kantonale Gymnasium in Zürich, welches er mit der Matura abschloss. Anschliessend ging Melchior an die Universität Zürich, wo er neben dem Studium des Rechts auch Kurse in Philosophie belegte.
An Ostern 1853 zog Melchior nach Berlin, wo er sein Studium fortsetzte. Dort lernte er den Schweizer Maler Albert Anker kennen, der von ihm eine Bleistiftskizze anfertigte. Seine Dissertation schrieb Melchior Römer 1855 in Zürich. Sie behandelte ein zivilrechtliches Thema: «Die Rechtentwicklung der Verpflichtung der Erben für die obligatorischen Verbindlichkeiten des Erblassers von Gaius bis Justinian und im gemeinen Recht». Während seines Studiums war er Mitglied der Studentenverbindung Zofingia.
Nach dem Abschluss seines Studiums reiste Römer zuerst zu Verwandten nach Yverdon, wo er Französisch lernte, anschliessend besuchte er Paris und London. Erstaunt ob des dort herrschenden ungezwungenen Umgangs zwischen den Geschlechtern gestattete er sich erst nach «ernster Prüfung», ob sich dies auch für ihn gezieme. Er schien dann jedoch die Gesellschaft der Damenwelt «nicht ohne herzliches Vergnügen» genossen zu haben.

## Beruflicher Werdegang
Zurück in Zürich wurde Römer im März 1857 Adjunkt des Statthalteramtes. Zu seinen Aufgaben gehörte die Voruntersuchung von Straffällen. Das Amt brachte ihm einen gewissen Bekanntheitsgrad und verhalf ihm zur Wahl in die Bezirkswählerversammlung, 1860 in die städtische Schulpflege.
Da Römer sich in seinem Amt bewährte, wurde er in den Erneuerungswahlen 1861 in den Stadtrat gewählt, wo er das Polizeipräsidium übernahm. In der Stadtverwaltung fand Römer an jungen Gleichaltrigen seinen Schulfreund Heinrich Landolt, Oberst A. Vögeli, Stadtschreiber Eugen Escher und den Stadtingenieur Arnold Bürkli. Allen lag viel an der Entwicklung der Stadt in den 1860er und -70er Jahren. Erste Erfolge in seinem Amt als oberster Polizist der Stadt hatte Römer, als es ihm gelang, die hin und wieder überbordenden Scherze der zahlreichen Studenten mit seiner natürlichen Autorität auf ein vertretbares Mass zu begrenzen. Zudem sorgte er dafür, dass die Polizisten besser entlöhnt und ausgebildet wurden und eine neue schmucke Uniform erhielten. Dank seiner liebenswürdigen und volksnahen Art erwarb sich Römer auch die Zuneigung der Bürgerschaft. 1864 wurde Römer Präsident der Polizeisektion, einer Kommission, die bis zur ersten Stadtvereinigung von 1893 die Zusammenarbeit der Stadt mit den angrenzenden Gemeinden regelte.
Beim Eintritt Römers in den Stadtrat begann für die Stadt seit der Niederlegung der Schanzen erstmals wieder eine Periode der baulichen Entwicklung. Sie begann mit dem Bau der Bahnhofbrücke und des Selnauquartiers und setzte sich mit dem Bau des Stadelhofenquartiers fort. Damit verbunden war die «Kloakenreform», mit der die zum Teil immer noch funktionierenden Ehgräben durch eine allgemeine Kanalisation aufgehoben wurden. Weiter wurde der Fröschengraben zugeschüttet, die Bahnhofstrasse gebaut und die Militäranstalten wurden vom Bahnhofsgelände an die Sihl verlegt. Neue Quellen wurden der Stadt zugeführt und eine Brauchwasserverordnung erlassen. Bei vielen dieser umfangreichen Projekte war Römer als Vorsteher der Sanitätspolizei direkt beteiligt.

## Stadtpräsident

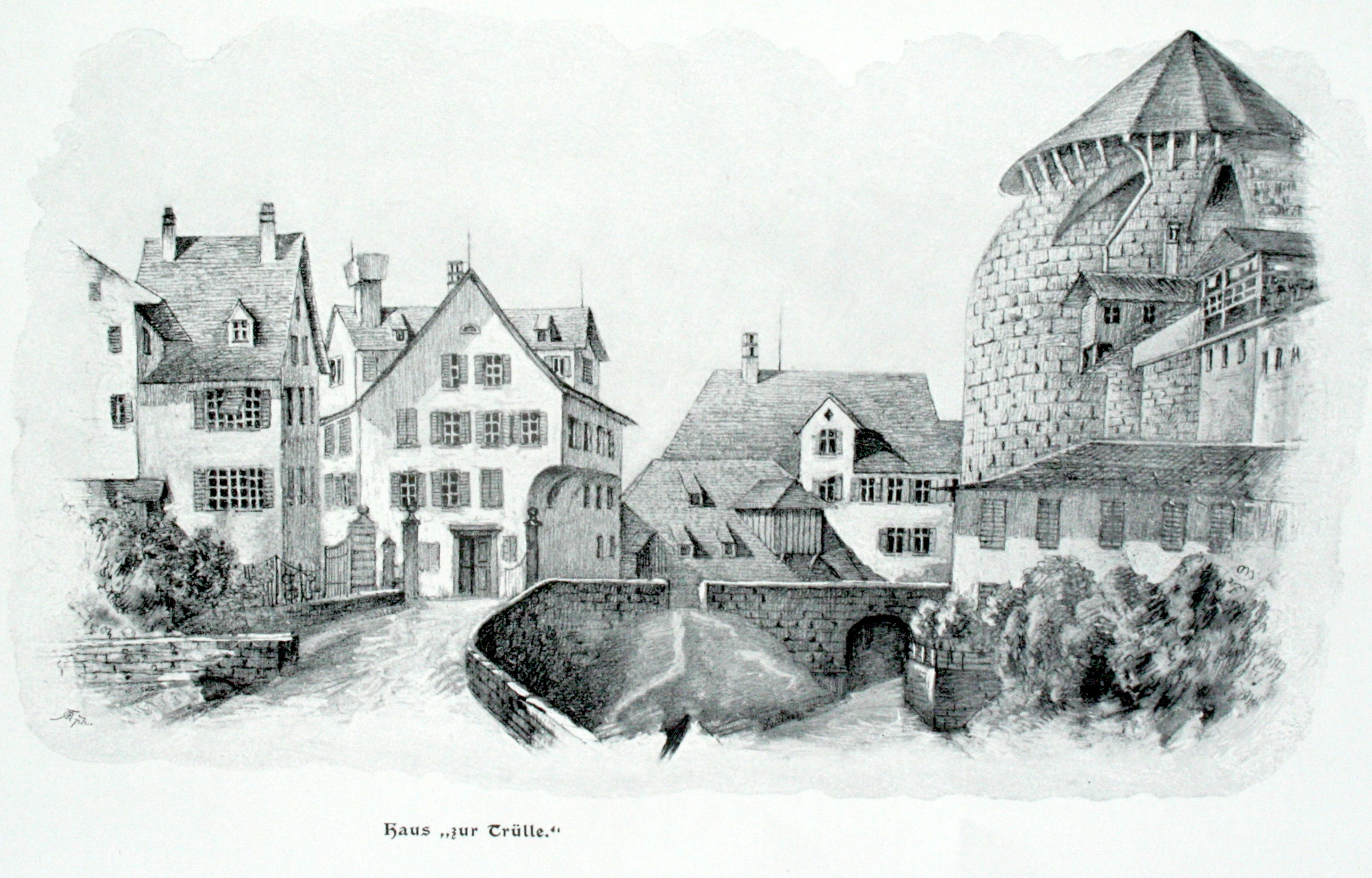
Römers Geburts- und Wohnhaus «Zur Trülle» am Fröschengraben

1867 wurde Römer zum Vizepräsidenten des Stadtrates gewählt und nach dem Rücktritt des amtierenden Präsidenten Johann Heinrich Mousson wurde er am 22. August 1869 Stadtpräsident von Zürich. Ihm wurde, wie es damals üblich war, keine Abteilung übertragen. Damit er Zeit für Aktenstudium und für Fragen allgemeiner Art hatte, oblag ihm nur die Führung des Armenwesens, des Waisenhauses und einiger Stiftungen.
Römer arbeitet sich schnell in das neue Amt ein, wobei ihm seine fundamentalen Kenntnisse der Verwaltung, seine umfassende Bildung und seine ruhige, liebenswürdige Persönlichkeit zustattenkamen. Er hielt viel vom Kollegialitätsprinzip, wonach sich die Minderheit der Mehrheit zu fügen hatte und die Behörde geschlossen auftreten sollte. Die Art seiner Führung «war leicht und elegant und frei von jeder Pedanterie». Seine Mitarbeiter hielt er zu einem freundlichen und hilfsbereiten Umgangston mit den Bürgern an; sie seien für das Publikum da und nicht das Publikum ihrethalben. Die grosse Gemeindeversammlung leitete er «mit grosser Sachkenntnis, mit heller Stimme und deutlicher Diktion». Als erster Präsident wollte er Vertreter des Stadtrates an der Beratung aller bedeutenden Geschäfte, die die ganze Stadt betrafen, beteiligen.
1869 wurde Römer als Vertreter der liberalen Partei in den Kantonsrat gewählt, wo er in den Kommissionen für Revision der Gesetzgebung und für die Revision des Strafgesetzbuches Einsitz nahm. 1874 erreichte Römer zusammen mit dem Stadtschreiber Bernhard Spyri, dem Ehemann von Johanna Spyri, dass Schweizer Bürger nach zehnjähriger Aufenthaltsdauer das Bürgerrecht der Stadt Zürich erlangen konnten, was von manchen Altbürgern nicht goutiert wurde. 1872 unterlag Römer bei der Wahl in den Regierungsrat äusserst knapp seinem Konkurrenten, dem Erziehungsdirektor Sieber. In den Jahren 1873, 1878 und 1886 war Römer Präsident des Kantonsrates. In den Nationalrat wurde er im Oktober 1872 gewählt, danach wirkte er an der Beratung der Verfassungsrevision von 1874 mit.

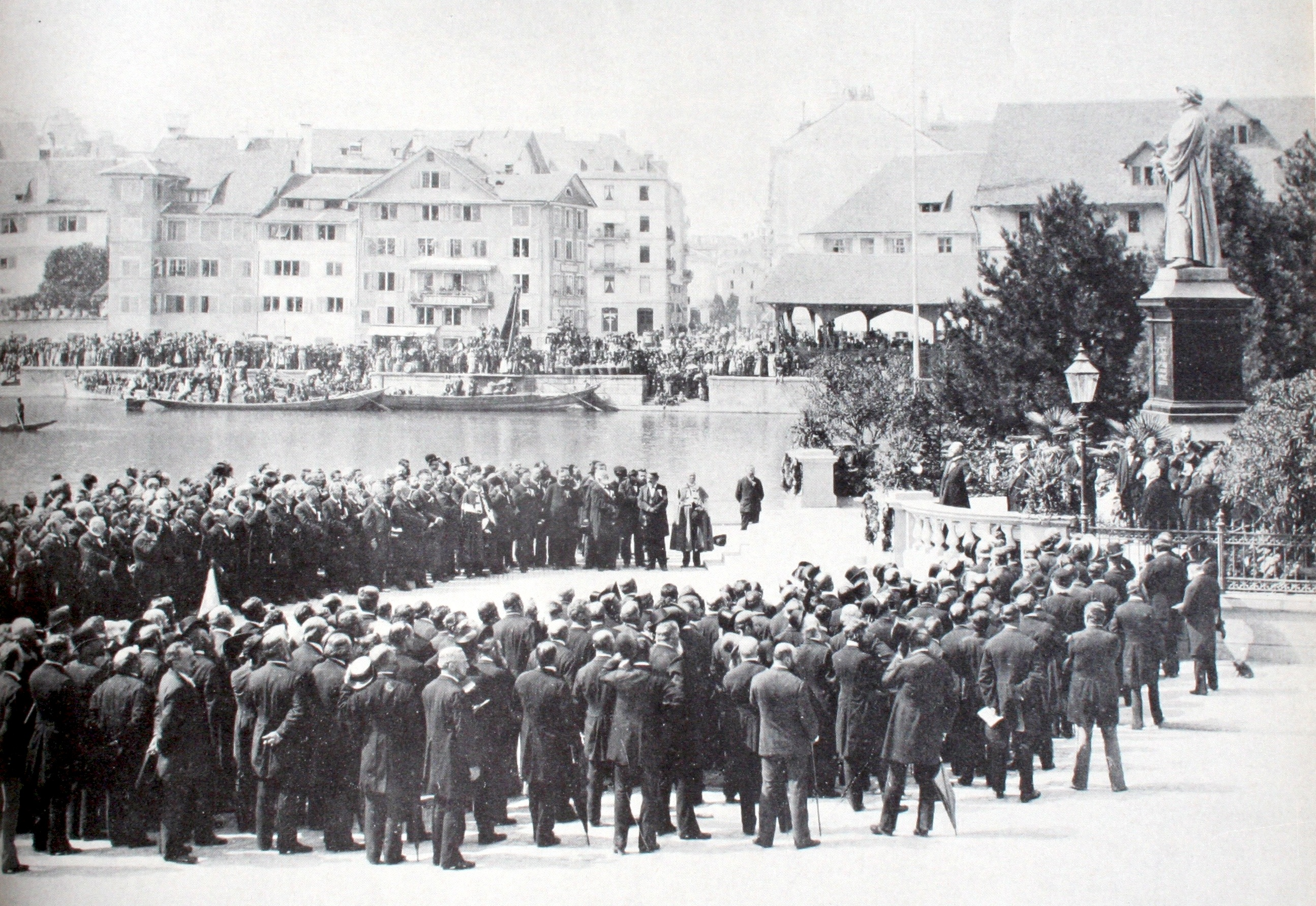
Melchior Römer bei seiner Rede zur Einweihung des Zwingli-Denkmals im August 1885.

Römer setzte sich sehr für eine Stärkung der Bundesgewalt und eine einheitliche schweizerische Gesetzgebung ein. Erfolgreich kämpfte er gegen die Rückgabe des Rechts zur Verhängung der Todesstrafe an die Kantone (der entsprechende Verfassungsartikel zum Verbot der Todesstrafe wurde jedoch nach einer Volksabstimmung 1879 wieder aus der Verfassung gestrichen). Eine Kandidatur für den Bundesrat scheiterte 1879 daran, dass Römer aus gesundheitlichen Gründen vom Militärdienst dispensiert war: Für die Besetzung des Militärdepartements war ein Militär gesucht.
Von 1871 bis 1886 war Römer Präsident der Zunft zur Gerwe und Schuhmachern. Er nahm immer am Sechseläuten teil und erwies sich anlässlich der gegenseitigen Besuche der Zünfte als geistreicher Redner. Gerne nahm er auch an Stiftungsfeiern der Hochschulen teil und hiess jeweils die neuen Geistlichen in den Kirchgemeinden willkommen. Am 25. August 1885 weihte er vor einer grossen Zuschauermenge bei der Wasserkirche das Standbild von Ulrich Zwingli ein.
In Römers Amtszeit wurden während der Grossen Bauperiode zahlreiche Bauvorhaben realisiert, die das Erscheinungsbild der Stadt stark veränderten: 1874 der Ausbau des Zeltwegs zur Strasse zum Heimplatz, 1876 die Anlage des Industriequartiers, 1880 der Bau des Seequais, 1881 der Umbau der Rathausbrücke und 1885 der Ausbau der Rämistrasse. Das Kratzquartier wurde niedergelegt und das Rösslitram nahm seinen Betrieb auf. In der Ersten Stadterweiterung wurden 1893 zwölf umliegende Gemeinden zu Quartieren der Stadt. Im Zusammenhang mit dem Ausbau der Eisenbahnlinien wurde Römer 1883 zuerst in den Verwaltungsrat der Nordostbahngesellschaft, später als deren Präsident gewählt.
Anlässlich seines 25-jährigen Jubiläums als Mitglied des Stadtrates wurde ihm 1886 die goldene Medaille der Stadt Zürich überreicht; die Presse lobte Römer als klugen und unparteiischen Magistraten. Was Römer abging, war eine gewisse Hartnäckigkeit im Bestreben, seine Ziele zu erreichen; oft gab er nach, um so einen Konflikt mit einem Gegner zu vermeiden.

## Letzte Jahre

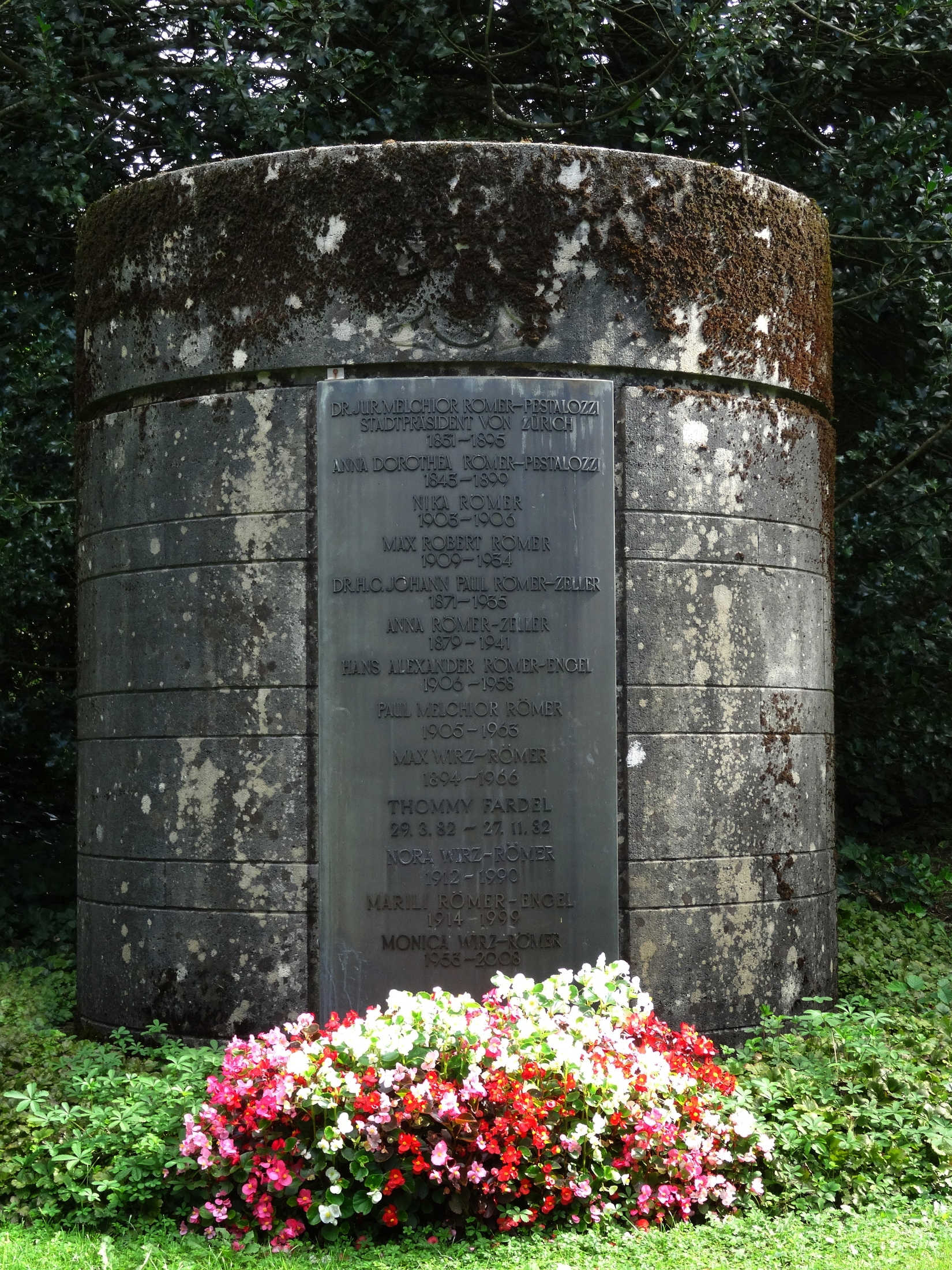
Familiengrab, Friedhof Enzenbühl, Zürich

Am 21. Juni 1886 erlitt Römer während einer Sitzung des Kantonsrates, den er damals präsidierte, einen leichten Schlaganfall, dessen Folgen dank längerer Kuraufenthalte in Bädern wieder verschwanden. Im Juni 1888 folgte ein schwererer Schlag, der sich kurze Zeit später wiederholte und ihn dazu zwang, alle seine Ämter niederzulegen. Römer erlitt eine rechtsseitige Lähmung, lernte jedoch, mit der linken Hand zu schreiben. Nach schwerer Leidenszeit starb Melchior Römer am 2. April 1895 in seinem Haus in Zürich. Er fand auf dem Friedhof Enzenbühl seine letzte Ruhestätte.
Sein Sohn war der spätere Drucker und Verleger der Buchdruckerei Berichthaus in Zürich Paul Römer (1871–1935). Dessen Söhne Hans Römer (1906–1958) und Paul Römer (1905–1963) führten das Unternehmen weiter. Monica Wirz-Römer war in die Familie eingeheiratet. 

## Würdigung
Sein Stadtratskollege Paul Usteri (1853–1927) schreibt über Römer: Römer war vor allem eine aufrichtige, wohlwollende Natur, bestrebt, dem Wahren zu helfen, dem Unrecht zu wehren, das Gute zu fördern. In seinem Auftreten hielt er durch sein feines und gemessenes Benehmen eine magistrale Würde inne, die aber die Vertraulichkeit im Umgange keineswegs fernhielt; der Stolz des begüterten Stadtzürchers aus aristokratischer Familie lag seinem Wesen völlig fern, ebenso wie der Glaube an die «gute alte Zeit». Seine Freundlichkeit im Umgang und seine elegante Beredtsamkeit schaffte ihm in allen Schichten der Bevölkerung Freunde und Anhänger.

## Privates

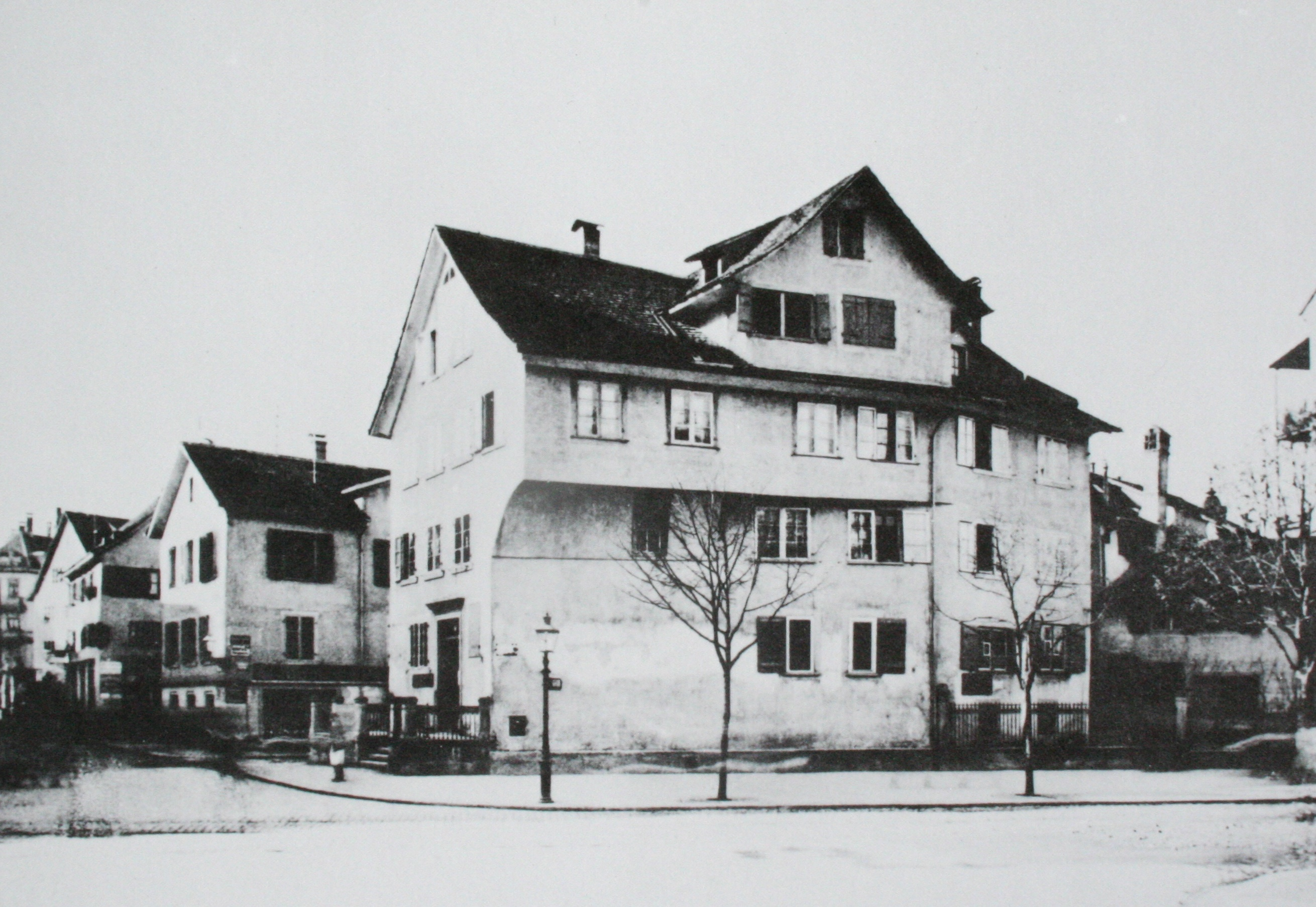
Haus zur Trülle

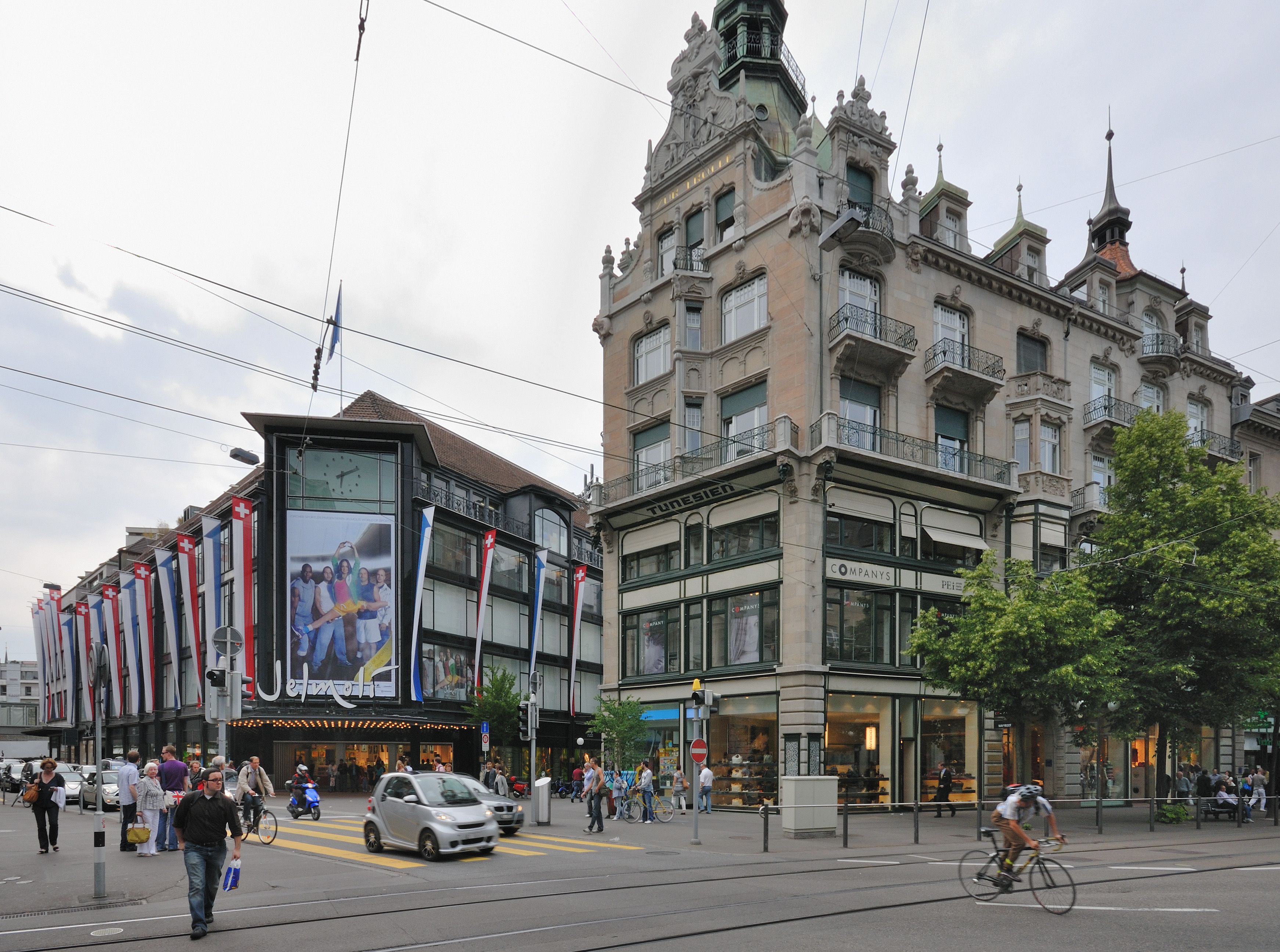
Gleiche Ansicht heute

Am 9. April 1863 heiratete Römer Anna Pestalozzi vom Rindermarkt in Zürich; eine «hochbegabte Lebensgefährtin, zugleich ein Bild aussergewöhnlicher Schönheit». Aus der Ehe gingen drei Söhne und zwei Töchter hervor. Eine Tochter starb in jungen Jahren, die anderen Kinder überlebten ihren Vater.
Römer lebte mit seiner Familie im 1756 erbauten «Haus zur Trülle» am Fröschengraben. Von 1881 bis 1883 liess sich Römer daneben an der Bahnhofstrasse ein neues Haus im Renaissance-Stil erbauen. Sein erstes Wohnhaus wurde 1897 abgebrochen und in üppigem deutschem Renaissance-Stil neu erbaut. Es steht heute zwischen Jelmoli und Bahnhofstrasse.
Nach seiner Freundschaft mit Albert Anker in jungen Jahren war Römer später mit den Malern Rudolf Koller und Ernst Stückelberg befreundet, der ihm im Esszimmer seines neuen Hauses eine Szene aus Gottfried Kellers Hadlaub malte.